# Johannes Cochläus

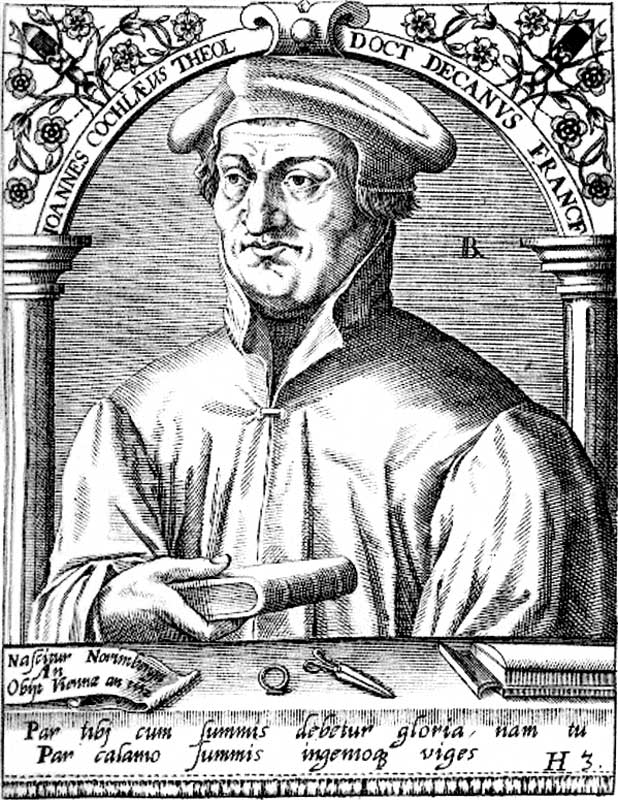
Kupferstich von Johannes Cochläus

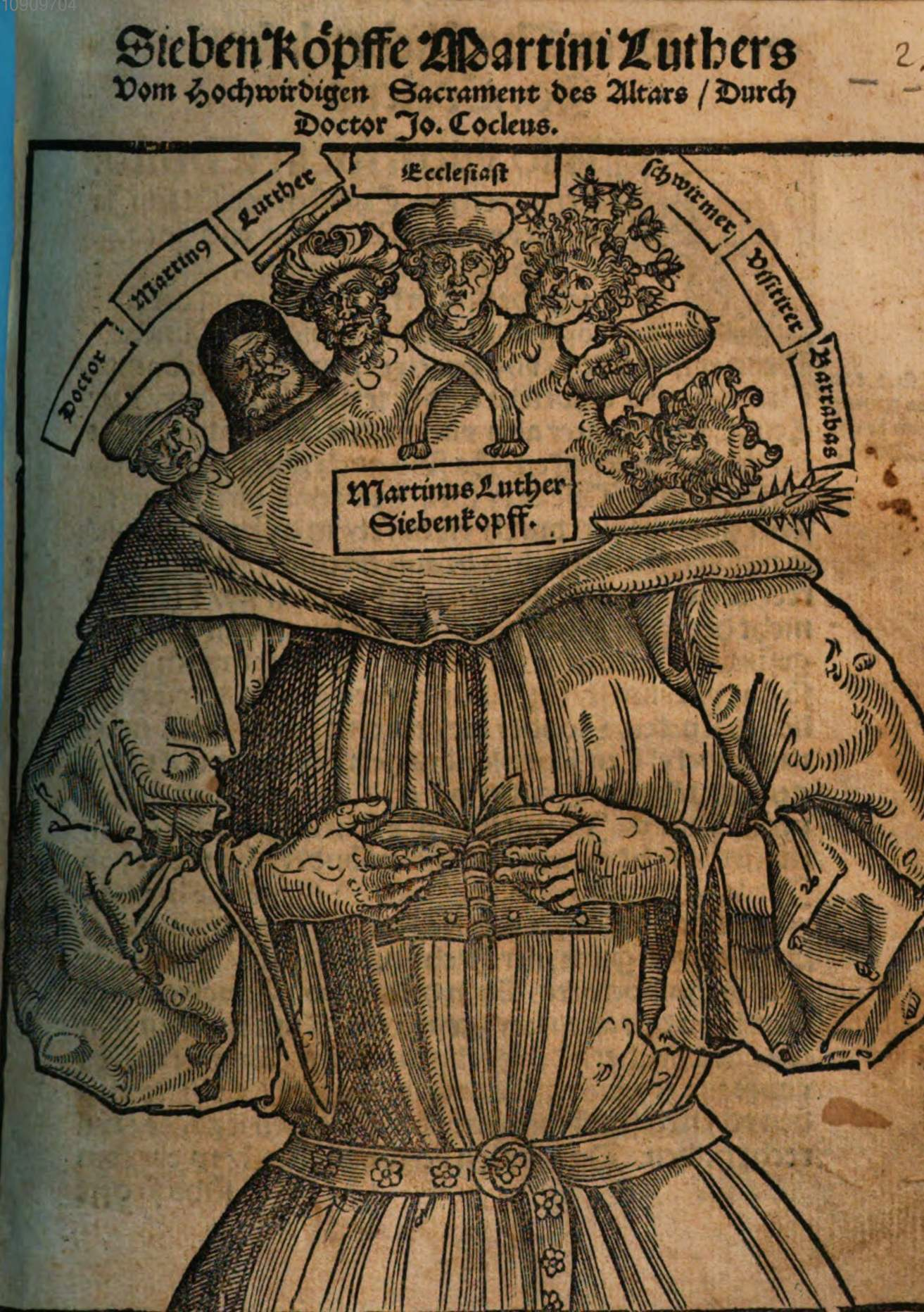
Titelbild von Cochläus’ Schrift Sieben Köpffe Martini Luthers (1529)

Johannes Cochläus (auch Wendelstinus; eigentlich Johannes Dobeneck) (* 10. Januar 1479 in Raubersried, Fürstentum Ansbach; † 11. Januar 1552 in Breslau, Fürstentum Breslau) war ein deutscher Humanist und Theologe. Er war einer der erbittertsten Gegner Martin Luthers.

## Name
Sein bürgerlicher Name lautete Dobeneck, auch in den Schreibweisen Dobneck oder Dobenek. Im Zeitalter der Renaissance war es unter Gelehrten üblich, einen gräzisierten oder latinisierten Namen zu tragen. Der Name Cocleus oder Cochläus, unter dem er bekannt wurde, leitet sich von einer Latinisierung seiner Heimatpfarrei Wendelstein ab (griechisch/lateinisch cochlea = Schnecke, Schneckenhaus, Wendeltreppe). Oftmals wurde Johannes Cochläus auch Wendelstinus genannt.

## Leben
Cochläus studierte an der Universität Köln und wurde 1510 Rektor der Schule bei St. Lorenz in Nürnberg, eine Stelle, die er bis zum Frühjahr 1515 innehatte. Für den humanistischen Schulbetrieb schrieb er 1512 das Büchlein Brevis Germaniae descriptio tum a rebus gestis moribusque populorum tum a locorum situ. Seine Schilderungen der Schweiz, Westfalens, der Oberpfalz und der Niederlande beruhen auf eigenen Beobachtungen während seiner Studienfahrten. Zu dieser Zeit gehörte er einem humanistischen Zirkel um Albrecht Dürer und Willibald Pirckheimer an.
Nach einem Romaufenthalt, bei dem er 1518 die Priesterweihe empfing, trat er Anfang 1520 das Amt des Dechanten am Liebfrauenstift zu Frankfurt am Main an, auf das er schon in Rom eine Anwartschaft erworben hatte. Bei der erstmaligen Besetzung der Rektorenstelle der neugegründeten Frankfurter Lateinschule unterlag er dem Humanisten Wilhelm Nesen, einem entschiedenen Anhänger Luthers. Mit Beginn des Frankfurter Zunftaufstandes an Ostern 1525 floh er zusammen mit dem ebenfalls altgläubigen Dekan des Bartholomäusstiftes, Friedrich Martorff, nach Mainz, wo er 1526 Stiftsherr an St. Viktor vor Mainz wurde. Er nahm als theologischer Berater von Kardinal Albrecht von Mainz am Reichstag zu Speyer teil. Er war zusammen mit Petrus Sylvius Berater von Herzog Georg in theologischen Fragen. 1527–39 war er Domherr am Meißner Dom und endlich Kanonikus am Breslauer Dom, wo er 1552 starb.

## Wirken
Anfangs war Johannes Cochläus wie alle Humanisten lutherfreundlich, wandte sich aber ab Ende 1520 gegen ihn. Über geheime Kontakte mit dem päpstlichen Nuntius Hieronymus Aleander und dessen Nachfolgern versorgte er die Kurie lange Jahre mit Informationen, unter anderem übertrug er deutsche Schriften Luthers ins Lateinische.
Als Luther auf der Reise zum Reichstag zu Worms am 14. April 1521 in Frankfurt übernachtete, hielt Cochläus am nächsten Tag eine wütende Predigt gegen ihn und seine Anhänger, die Luther einen begeisterten Empfang bereitet hatten. Er reiste Luther nach Worms nach. Am 24. April 1521, vier Tage nach Luthers Verteidigungsrede vor dem Kaiser, bot Cochläus ihm einen öffentlichen theologischen Zweikampf an, den Luther auf demütigende Weise zurückwies. Eine weitere scharfe öffentliche Abweisung erteilte er Cochläus im Februar 1523 in der Nesen gewidmeten Schrift Adversus armatum virum Cocleum (Wider den gewappneten Mann C. 1523). Seitdem stand Cochläus in erbitterter persönlicher Feindschaft zu Luther, auch über dessen Tod hinweg. Auf dem Augsburger Reichstag (1530) war er an der Ausarbeitung der Confutatio Augustana gegen die Augsburger Konfession beteiligt. Am Regensburger Religionsgespräch (1546) nahm er als katholischer Theologe teil.
Er schrieb unter anderem Commentaria de actis et scriptis Martini Lutheri, Martin Luther, das ist kurze Beschreibung seiner Handlungen und Inschriften der Zeit nach vom 1517. bis auf das 1546. Jahr seines Ableibens. Cochläus’ Kommentar zu Luther prägte jahrhundertelang das katholische Lutherbild in der Geschichtsschreibung, ohne dass man sich dessen bewusst geworden wäre. Erst der Theologe Adolf Herte stellte in seiner Untersuchung zu Cochläus 1915 diese Besonderheit fest. Siehe auch: Geschichte der Geschichtsschreibung.
Ein Exemplar des De Gratia Sacramentorvm Liber Vnvs Ioan. Cochlei aduersus assertionem Marti. Lutheri von 1522 ist im Bestand der Stadtbibliothek Mainz. Vorbesitzer war die Kartause Mainz.

## Textausgaben und Übersetzungen
- Karl Langosch (Hrsg.): Johannes Cochlaeus: Brevis Germaniae descriptio (1512). Wissenschaftliche Buchgesellschaft, Darmstadt 1976, ISBN 3-534-00522-8 (kritische Ausgabe mit Übersetzung)